# Вулиця Андрія Норова (Київ)
Ву́лиця Андрі́я Но́рова — вулиця у Солом'янському районі м. Києва, місцевість Совки. Пролягає від вулиці Володимира Брожка та Крутогірної вулиці до Червоної вулиці.
Прилучається Добросусідська вулиця.

## Історія
Вулиця утворилася у 1-й третині XX століття під назвою Тара́сівська. З 1955 року, названа на честь російського вченого Миколи Пржевальського. 
Голосування за перейменування вулиці відбулось у застосунку «Київ Цифровий». За підсумками голосування, перемогла назва на честь історика та географа Володимира Кубійовича (29 %), далі на честь Андрія Норова (24 %) та Людмили Фої (17 %). Втім, попри результати опитування, 12 грудня 2024 року вулиця перейменована на честь офіцера Збройних Сил України, Героя України - Андрія Норова.